# Felicja Wysocka
Felicja Elżbieta Wysocka, de domo Koss (ur. 4 stycznia 1929 w Krakowie, zm. 13 lipca 2020 tamże) – polska polonistka i językoznawczyni, profesor nauk humanistycznych, działaczka polonijna na Węgrzech.

## Życiorys
Urodziła się 4 stycznia 1929 w Krakowie jako Felicja Koss w polskiej rodzinie pochodzącej z Kresów Wschodnich. Była najstarszą córką historyka prawa dr. Władysława Kossa oraz nauczycielki filozofii i geografii Zofii Koss (de domo Podwińskiej). Latem 1938 wraz z rodzicami i czwórką rodzeństwa przeniosła się z Krakowa do Lwowa, gdzie rodzina zamieszkała przy ul. Norwida 5 (obecnie ul. Hordyńskich, ukr. вулиця Гординських). We wrześniu 1939 ojciec Władysław Koss otrzymał pobór do Wojska Polskiego, później w czasie II wojny światowej jako oficer rezerwy został internowany w obozie Pesthidegkút (obecnie dzielnica Budapesztu) na Węgrzech. W listopadzie 1939 matka Zofia Koss ciężko zachorowała i po pobycie w szpitalu zmarła 28 grudnia tego samego roku. Po pogrzebie matki Felicja Koss znajdowała się pod opieką przybranych rodziców, a majątek rodzinny Kossów został zajęty i splądrowany przez Sowietów. W grudniu 1943 pojawiła się możliwość dołączenia do internowanego na Węgrzech ojca. W latach 1943–1944 była uczennicą polskiego gimnazjum w Balatonboglár. W sierpniu 1945 powróciła wraz z ojcem i rodzeństwem do Polski.
Zmarła 13 lipca 2020 w swoim mieszkaniu w Krakowie. Została pochowana 20 lipca 2020 na cmentarzu Podgórskim (kwatera Vb-płd.-2).

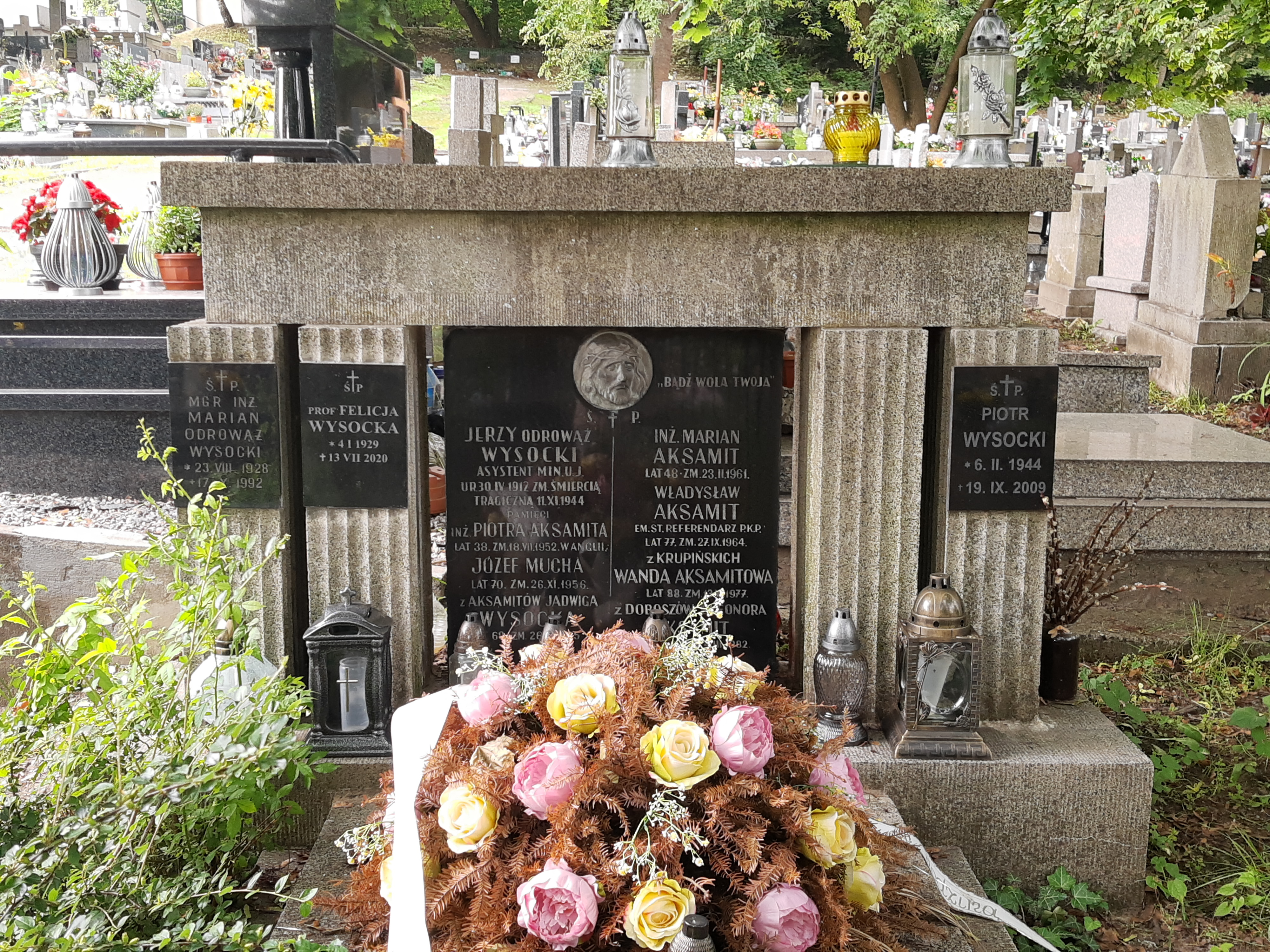
Grób prof. Felicji Wysockiej

Jej siostrzeńcem jest fizyk cząstek elementarnych, prof. dr hab. n. fiz. Krzysztof Meissner.

### Kariera naukowa
Promotorem jej pracy doktorskiej był prof. Marian Kucała.
W 1974 roku rozpoczęła pracę w Instytucie Języka Polskiego PAN.
11 czerwca 2015 postanowieniem Prezydenta RP Bronisława Komorowskiego uzyskała tytuł naukowy profesora nauk humanistycznych.